# Változás szele
A Változás szele a Stratégia 2009-ben kiadott harmadik lemeze.

## Dalok
1. Gyökerek
2. Hamis dallamok
3. Hol az a nép
4. Válaszd el
5. Szabadrabság
6. Változás szele
7. Népek tavasza
8. Egyszerűen
9. Múlt és jelen
10. Feláldozva
11. Lángoló dél
12. Magyar vagyok

## Zenekar
- Török József - ének
- Szilágyi Zsolt - gitár
- Kurunczi Ferenc - gitár
- Mészáros István - basszusgitár
- Győri Gergely - dob
- Kovács Róbert - billentyűk, vokál

## Közreműködik
- Csarmaz Lilla - ének, vokál (1,2,5,10,11)
- Cseresznye György - vers (6)

## Külső hivatkozások
- A Stratégia zenekar hivatalos honlapja
- Saját szavakkal az új lemezről